# 古銅無球隕石

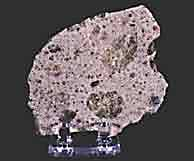
詹斯鎮的古銅無球隕石。

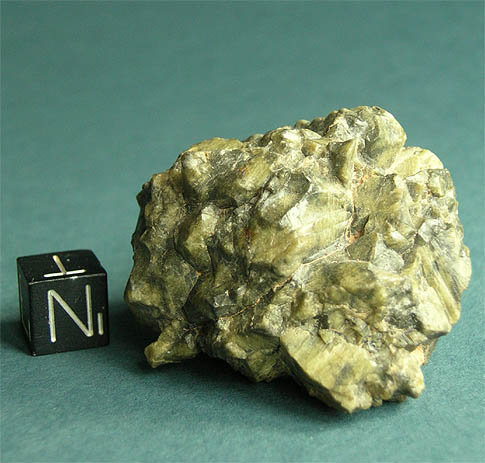
Tatahouine的古銅無球隕石。

古銅無球隕石是HED隕石群的子群，是一種石隕石的無球粒隕石。

## 起源和成分
古銅無球隕石源自4耗小行星灶神星地殼的深處，並且是HED隕石的一種。已知的這種隕石大約有40顆不同的成員。
古銅無球隕石的成分是起源於深成岩的火成岩，並且在灶神星地殼內部有足夠的深度可以慢慢的冷卻，形成比鈣長輝長無粒隕石更大的結晶體。這些結晶體主要是鎂-富直輝石類，與少量的斜長岩和橄欖石。

## 名稱
古銅無球隕石的名稱源自迪奧赫內斯的阿波羅( Diogenes of Apollonia)，是第一位建議隕石源自於外太空的古希臘哲學家。

## 外部連結
- Diogenite and Diogenes
- Diogenite images （页面存档备份，存于） - Meteorites Australia